# オットー・ナーゲル
オットー・ナーゲル（Otto Nagel、1894年9月27日‐1967年7月12日）は、ドイツの画家。

## 生涯

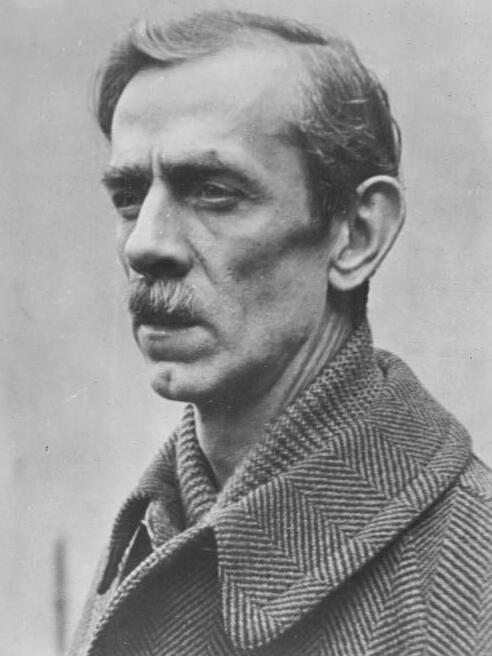
オットー・ナーゲル

大工と社会民主主義者の間にベルリンで生まれる。
ステンドグラス職人に学びはじめたが、すぐにやめ、1912年ドイツ社会民主党に入党。
アウグスト・マッケの絵を気に入り、美術に興味を持つようになった。1920年ドイツ共産党に入党。
美術を研究しているうちに、エル・リシツキーやケーテ・コルヴィッツを知る。後平和運動に力を入れ、エルヴィン・ピスカトールとともに、美術団体を設立。コルヴィッツやハインリッヒ・ツィレなどと交友関係を結ぶ。

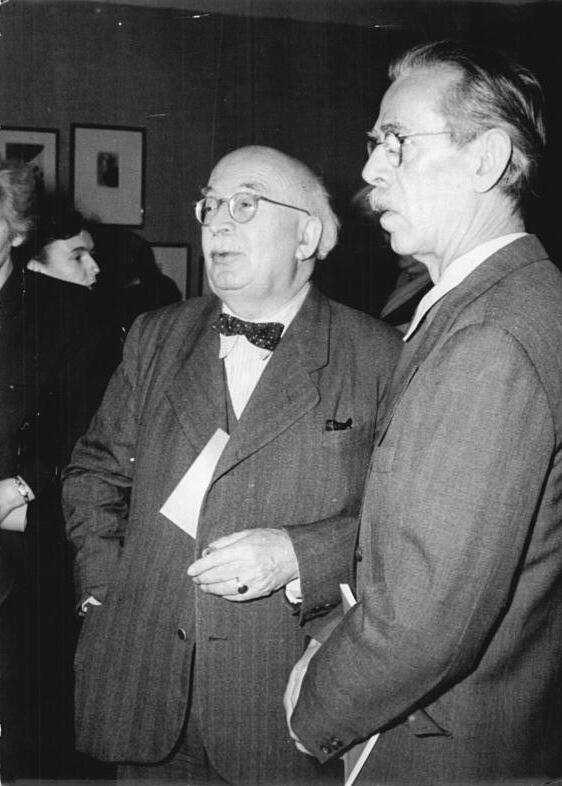
アルノルト・ツヴァイクと　1955年

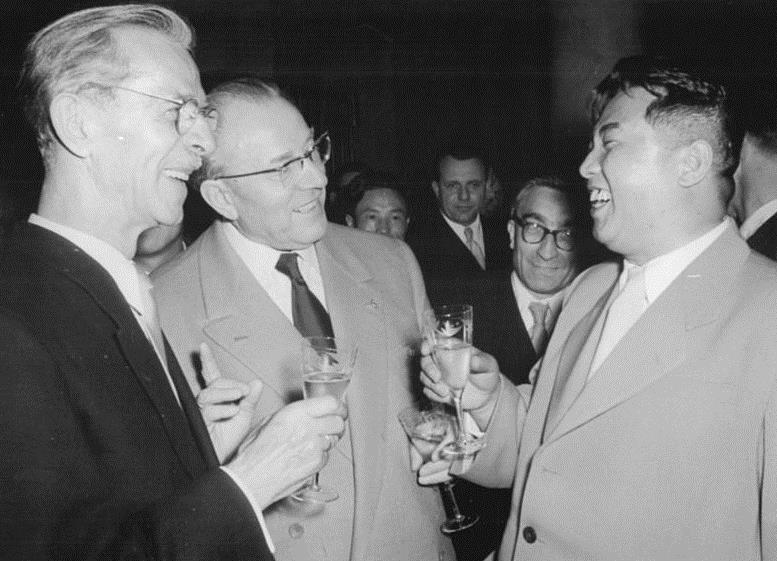
グローテヴォール首相（中央）金日成首相（右）と　1956年

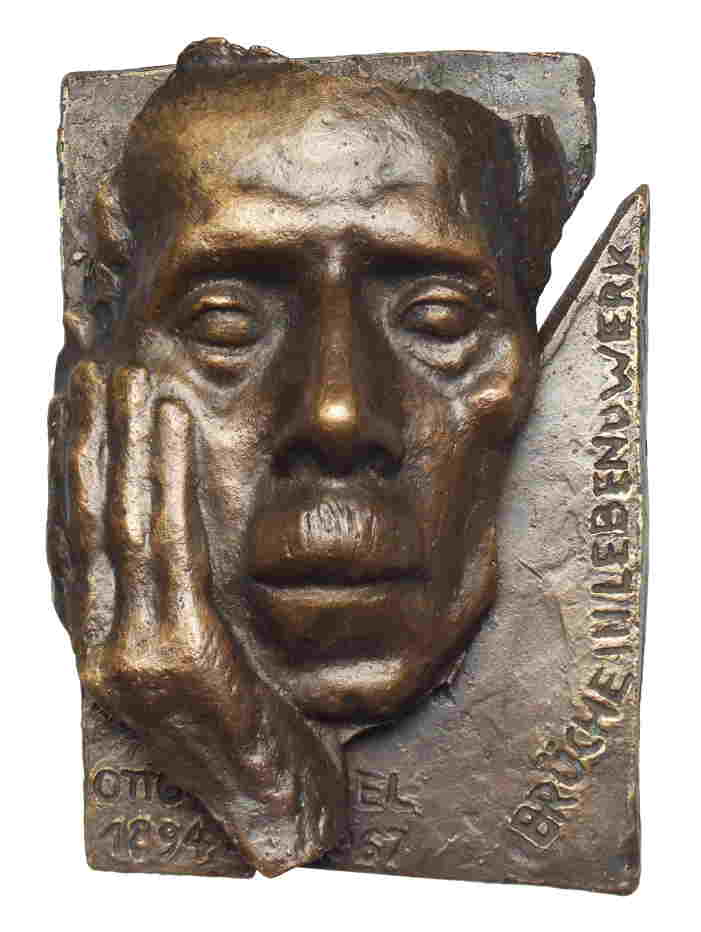

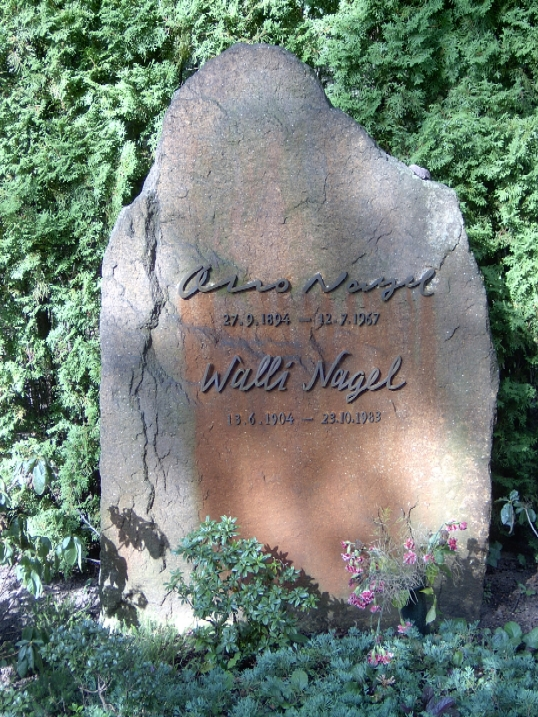
オットーと妻の墓

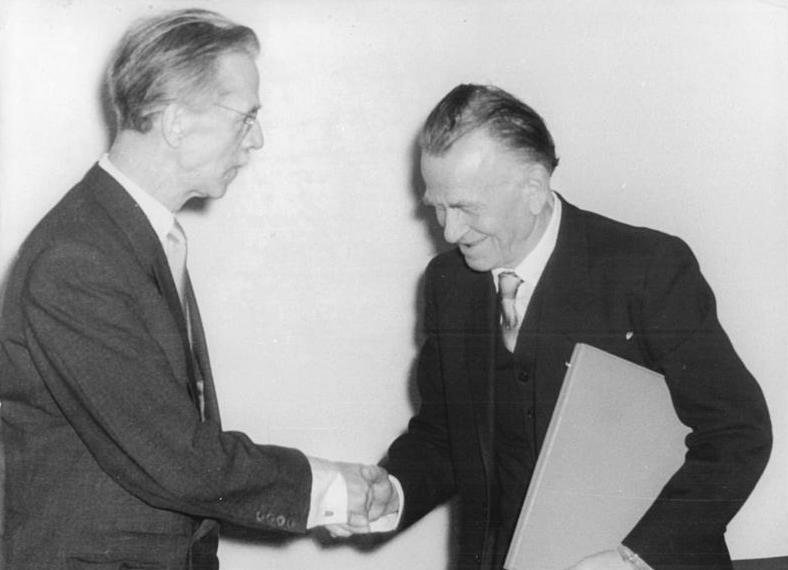
オットー・ディクス（右）と　1957年

ナーゲルの描いた作品はナチス政府によって「退廃芸術」に指定され押収され、破棄された。1936年から1937年の間はナチスの強制収容所に投獄されたが、なんとか生き延びることができた。
第二次世界大戦後は東ドイツ活動し、東ドイツ文化協会の共同設立者になった。1956年から1962年の間は、ベルリンの東ドイツ芸術アカデミーの会長を務めた。1967年にベルリン＝ビースドルフで没した。